# Coquitlam Mountain
Coquitlam Mountain – szczyt w Kanadzie, w Kolumbii Brytyjskiej, położony na północny wschód od miasta Coquitlam, w paśmie Pacific Ranges, w Górach Nadbrzeżnych. Nazwę, na podobieństwo rzeki Coquitlam nadano 3 maja 1951.